# Trinculo
Trinculo är en retrograd irreguljär måne till Uranus. Den upptäcktes av en grupp astronomer under ledning av Holman et al. den 13 augusti 2001, och fick den tillfälliga beteckningen S/2001 U 1. Den är också betecknad Uranus XXI.
Trinculo är uppkallad efter den berusade gycklaren Trinculo i William Shakespeares pjäs Stormen.